# Teee Sanders-Williams
Tonya Denise Sanders-Williams (Los Angeles, 28 de março de 1968) é uma ex-jogadora de voleibol dos Estados Unidos que competiu nos Jogos Olímpicos de 1992 e 1996.
Em 1992, ela fez parte da equipe americana que conquistou a medalha de bronze no torneio olímpico, no qual atuou em seis partidas. Quatro anos depois, ela jogou em oito confrontos e finalizou na sétima colocação com o conjunto americano no campeonato olímpico de 1996.